# 天主教薩卡帕教區
天主教薩卡帕教區（拉丁語：Dioecesis Zacapensis）是瓜地馬拉一個羅馬天主教教區，屬危地馬拉總教區。
教區成立於1951年3月10日，1986年6月24日與埃斯基普拉斯自治監督區合併。
教區包括薩卡帕省和奇基穆拉省（埃斯基普拉斯除外），教座位於薩卡帕。2010年有教友514,000人（佔轄區總人口83.2%）、廿四個堂區、四十名司鐸。目前教區主教席位處於出缺狀態。